# Krasnystaw
Krasnystaw là một thị trấn thuộc huyện Krasnostawski, tỉnh Lubelskie ở đông-nam Ba Lan. Thị trấn có diện tích 42 km². Đến ngày 1 tháng 1 năm 2011, dân số của thị trấn là 19237 người và mật độ 457 người/km².